# Patteson Oti
John Patteson Oti est un homme politique et diplomate salomonais.

## Biographie
Éduqué à l'école George VI à la toute fin de la période coloniale britannique aux Salomon dans les années 1970, il étudie ensuite à l'université du Pacifique Sud à Suva, aux Fidji. Il y obtient en 1982 un diplôme de licence en Histoire, Science politique et Administration publique.
Dans les années 1980, dans le cadre de son travail administratif au ministère des Affaires étrangères des Salomon de 1983 à 1990, il suit une formation de diplomate dispensée par l'Organisation des Nations unies en Australie, suivie d'une formation pratique à la Commission économique et sociale pour l'Asie et le Pacifique à Bangkok. Il effectue également un stage à l'Agence de coopération internationale du Japon, puis étudie à l'École Fletcher de Droit et de Diplomatie à l'université Tufts dans le Massachusetts, aux États-Unis. 
Il travaille dans l'administration au ministère des Gouvernements provinciaux (c'est-à-dire le ministère au gouvernement national chargé des relations avec les provinces du pays) de 1991 à 1993. En 1994 il est brièvement employé comme analyste politique auprès du gouvernement du Premier ministre Francis Billy Hilly. En août 1997 il est élu député de la circonscription de Temotu Nende au Parlement national. Il est immédiatement nommé ministre des Affaires étrangères dans le gouvernement de Bartholomew Ulufa'alu, jusqu'à ce qu'en juin 2000 le gouvernement soit contraint à la démission par la force des armes de la milice ethnique Malaita Eagle Force. Réélu député aux élections de décembre 2001, Patteson Oti est le Chef de l'opposition parlementaire face au gouvernement d'Allan Kemakeza jusqu'en mai 2003.
De janvier 2004 à février 2005, il est le ministre des Communications, de l'Aviation et de la Météorologie dans le gouvernement de ce même Allan Kemakeza, tandis que la Mission d'Assistance régionale aux îles Salomon (RAMSI), sous commandement australien, est déployée sur invitation du gouvernement pour sécuriser et stabiliser le pays en proie aux milices ethniques, au désordre et à la corruption. De février à décembre 2005 il est vice-président du Parlement. En mai 2006, après les élections législatives, le nouveau Premier ministre Manasseh Sogavare le nomme ministre des Affaires étrangères, fonction qu'il exerce jusqu'à ce que le gouvernement soit destitué par une motion de censure au Parlement en décembre 2007. Il est par ailleurs vice-Premier ministre de novembre à décembre 2007. Il brigue sans succès le poste de Premier ministre après la chute du gouvernement dont il est membre, mais les députés lui préfèrent le candidat d'Opposition Derek Sikua par trente-deux voix contre vingt-cinq.
Battu dans sa circonscription de Temotu Nende aux élections législatives de 2010, il entreprend une carrière de diplomate, et est nommé envoyé spécial de son pays auprès du Groupe mélanésien Fer de lance. En septembre 2011 il est nommé haut commissaire (ambassadeur) des Salomon aux Fidji, entrant en fonction en mars 2012. 
Après les élections législatives d'avril 2019, les députés l'élisent président du Parlement, par trente voix contre quinze pour Ajilon Nasiu, le président sortant. Le président devant être élu parmi les personnalités externes au Parlement. Il est réélu à cette fonction sans opposition à la suite des élections législatives de 2024.